# Guggenheim Museum Bilbao
Il Guggenheim Museum Bilbao (in spagnolo Museo Guggenheim Bilbao; in basco Guggenheim Bilbao Museoa) è un museo di arte contemporanea situato in un edificio progettato dall'architetto statunitense Frank O. Gehry. Si trova a Bilbao nei Paesi Baschi, nel nord della Spagna. Il Guggenheim di Bilbao è uno dei vari musei della Fondazione Solomon R. Guggenheim.
Il museo venne inaugurato nel 1997, nel contesto di rivitalizzazione della città di Bilbao e della provincia di Biscaglia intrapreso dall'amministrazione pubblica dei Paesi Baschi. Sin dalla sua apertura il museo si è trasformato in un'importantissima attrazione turistica, richiamando visitatori da numerosi paesi del mondo, diventando così il simbolo della città di Bilbao.

## Collezione

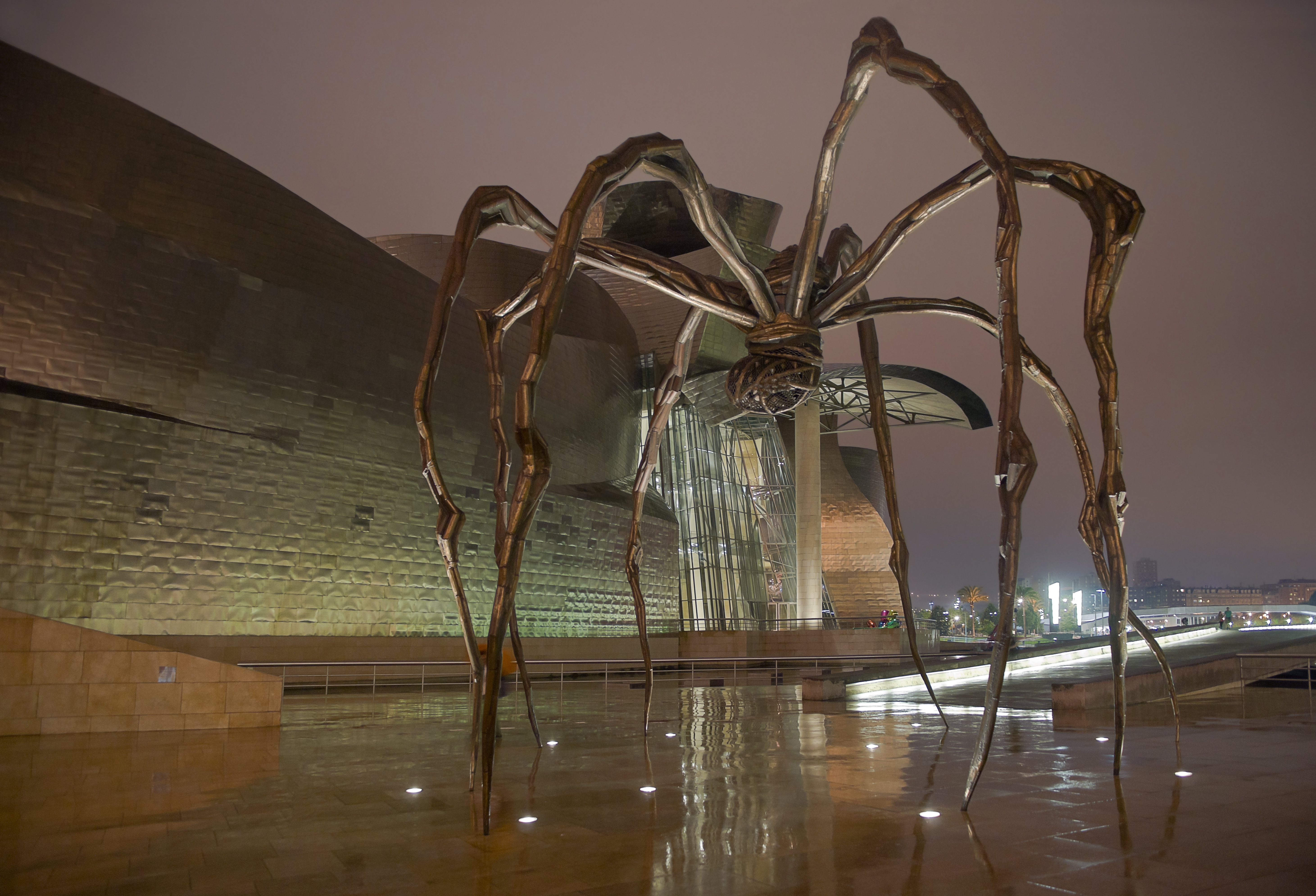
Louise Bourgeois, Ragno, 2001, Ferro, Guggenheim Museum, Bilbao.

La collezione permanente del museo comprende opere d'arte del Novecento, europee e americane, e ne espone di arte contemporanea basca e spagnola.

## Esposizioni
Le esposizioni nel museo cambiano frequentemente, e sono per lo più opere realizzate durante il XX secolo, infatti le opere pittoriche e scultoree classiche sono una piccolissima parte della collezione, in confronto ad altri tipi di opere artistiche.

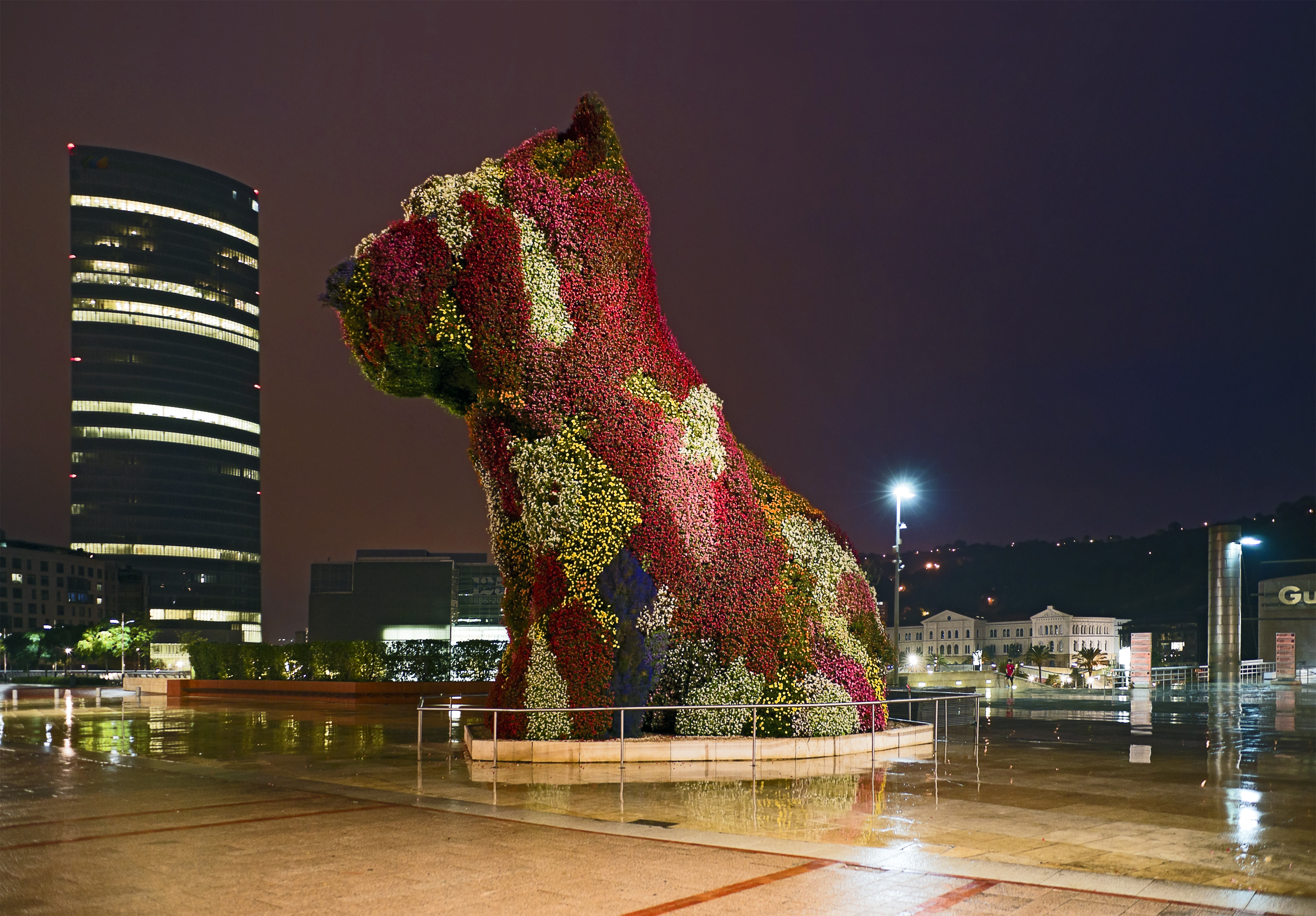
Jeff Koons Puppy

## Critiche
Il museo, soprattutto durante la sua costruzione, ricevette numerose critiche da differenti settori della cultura basca, infatti i fondi per la sua costruzione provenivano esclusivamente dalle casse della cultura del governo basco, e molti chiedevano che i fondi venissero anche da altre aree visto che l'investimento era soprattutto di taglio imprenditoriale, e stava lasciando la cultura basca senza fondi.
Inoltre Jorge Oteiza chiamò il Guggenheim di Bilbao "Fabbrica di formaggi molto stupidi e puzzolenti", e giurò che non avrebbe mai permesso che qualche sua opera fosse esposta in quel museo; ma una volta costruito il museo disse che bisognava approfittare di quel che c'era e non negò le sue opere al museo come aveva promesso.

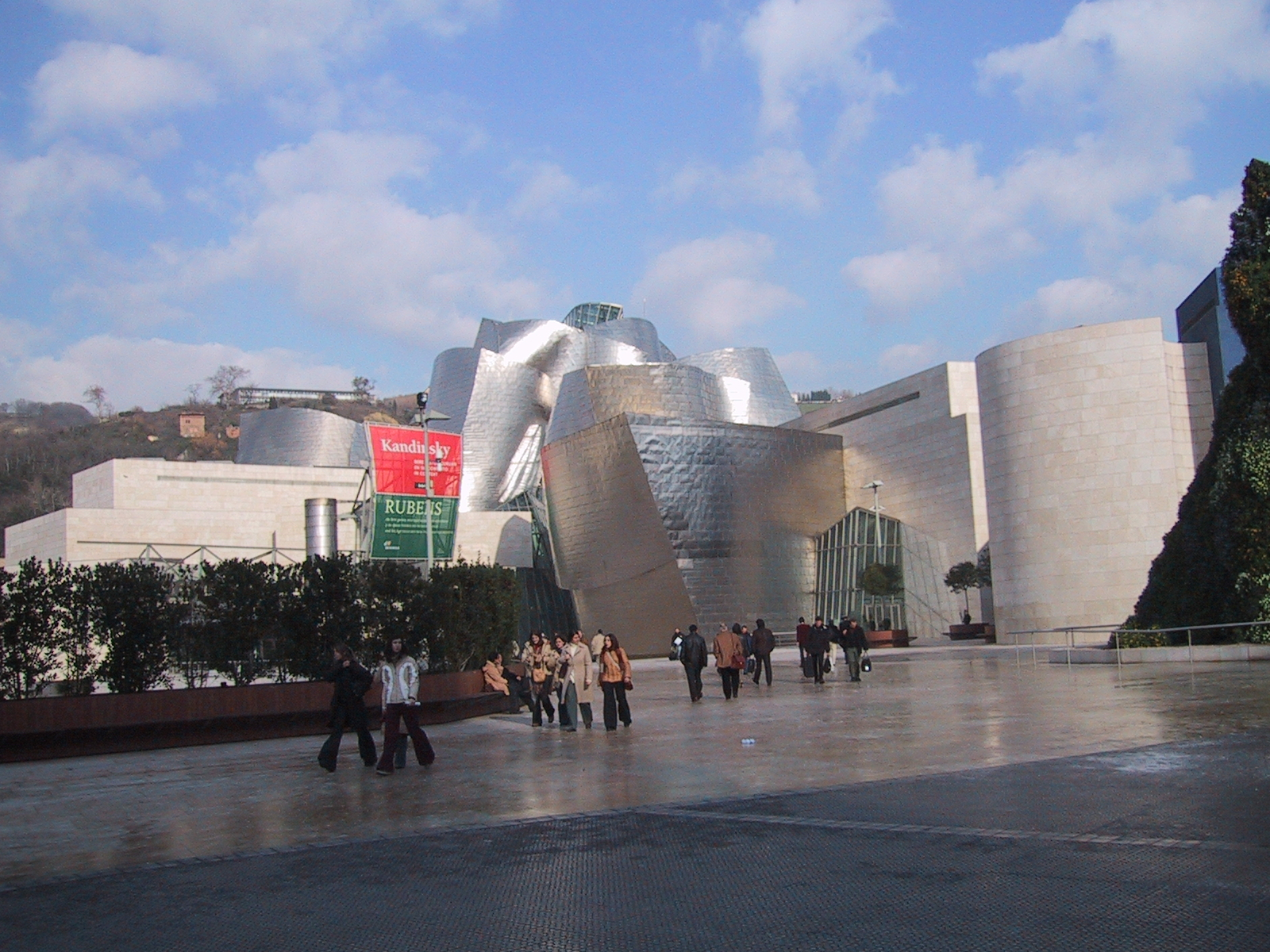
Museo Guggenheim visto dal centro urbano di Bilbao.

L'edificio è stato criticato anche per il suo elevato costo e per il carattere sperimentale di molte delle innovazioni architettoniche, che ne hanno reso più costosa e difficile la pulizia e il mantenimento: a causa dell'umidità il titanio che ricopre interamente il museo ha iniziato un processo molto simile all'ossidazione. Inoltre lo stesso titanio, proveniente dall'Australia, era difettoso ed ogni singola lastra, con le variazioni termiche, ha cominciato un lento processo di deformazione, comportando continui restauri al rivestimento.
In gran parte le critiche sono state però annullate dall'inaspettato successo che l'edificio e il museo hanno riscosso a livello mondiale, portando enormi benefici alla città, sia economici sia di immagine. Il progetto del Museo Guggenheim di Bilbao ha ricevuto inoltre il premio internazionale Puente de Alcantara. Nel 2000, il Guggenheim di Bilbao può vantare il Premio del museo europeo dell'anno.

## L'architettura[2]

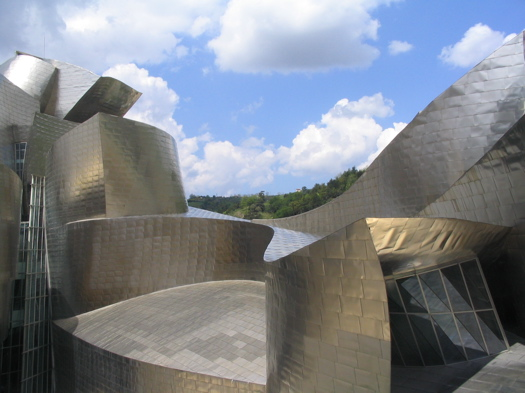
Le facciate del museo si mescolano tra di loro.

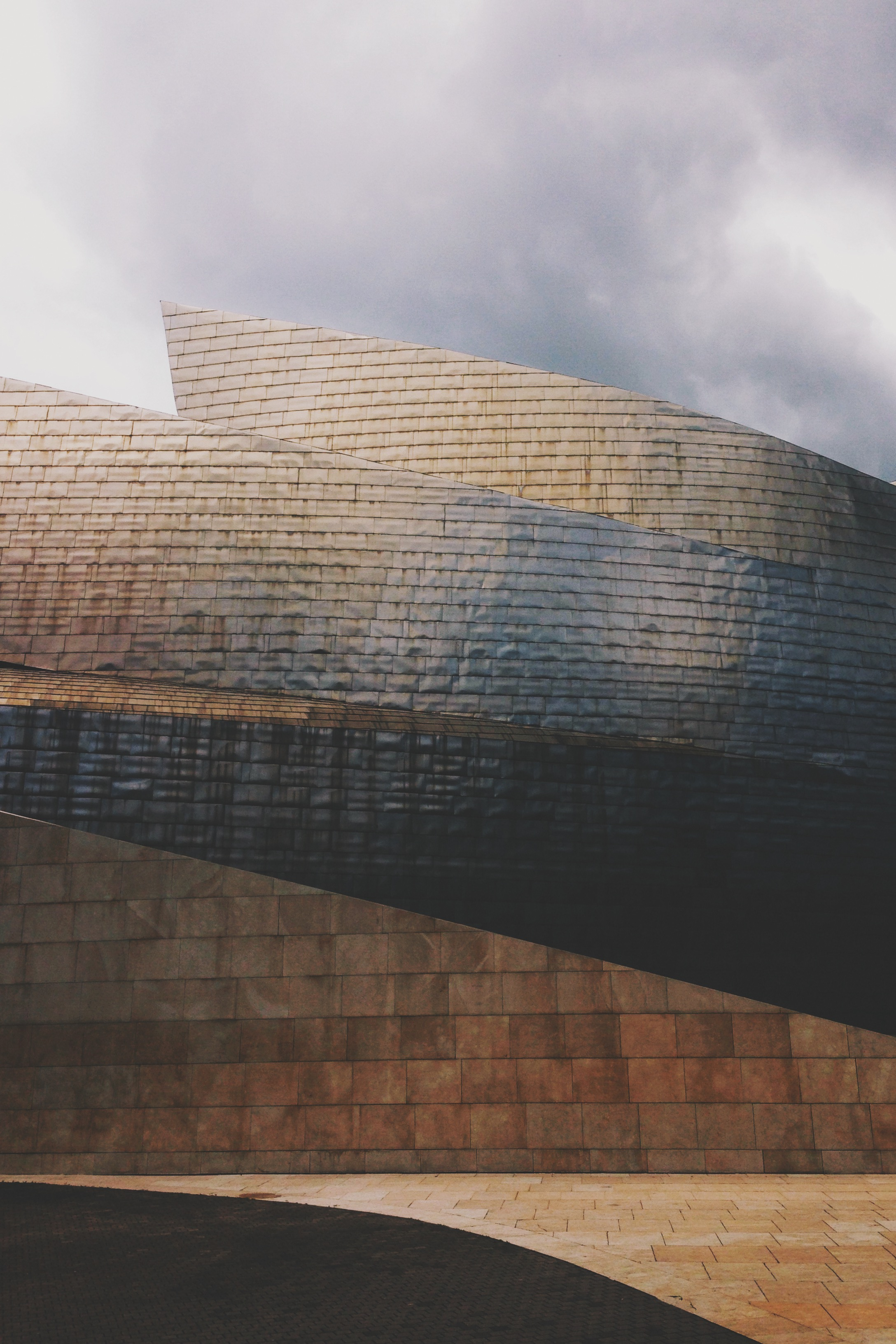

Progettato dallo studio d'architettura di Frank Gehry, fu aperto al pubblico nel 1997 e da allora ospita esposizioni di opere d'arte appartenenti alla fondazione Guggenheim e anche di mostre itineranti. Rapidamente il museo si è rivelato come uno dei più spettacolari edifici del decostruttivismo. Il Museo occupa complessivamente 32.500 m², di cui 10.600 sono spazi espositivi, e risulta composto da una serie di volumi complessi, interconnessi in modo spettacolare. L'impatto con l'ambiente circostante risulta certamente forte, ma al tempo stesso non tale da fornire disturbo, anzi l'imponente struttura si sposa con il contesto grazie alla sua sobria eleganza dovuta anche ai materiali di cui è rivestita.

Il disegno del museo e la sua costruzione seguono perfettamente lo stile e i metodi di Frank Gehry. Come molti dei suoi lavori precedenti la struttura principale è radicalmente scolpita seguendo contorni quasi organici. Il museo, affermano i progettisti, non possiede una sola superficie piana in tutta la struttura. Parte dell'edificio è attraversata da un ponte elevato, e all'esterno è ricoperto da piastre di titanio e blocchi di pietra calcarea proveniente dalle cave di Granada,la stessa utilizzata per la costruzione dell'Università di Deusto.
L'edificio, visto dal fiume, sembra avere la forma di una nave, rendendo così omaggio alla città portuale nella quale si trova. I pannelli brillanti assomigliano alle squame di un pesce, e ricordano le influenze delle forme organiche presenti in molte opere di Gehry. Visto dall'alto l'edificio mostra senza ombra di dubbio la forma di un fiore. Per la progettazione il team di Gehry ha utilizzato intensamente simulazioni computerizzate delle strutture, riuscendo così a ideare forme che solamente qualche anno prima sarebbero risultate impossibili anche solo da immaginare.
Se dal livello del fiume il museo domina le viste della zona, il suo aspetto dal livello superiore della strada è molto più modesto e riesce a non stonare con tutti gli edifici più tradizionali che gli sorgono intorno.

### Descrizione
Al livello dell'acqua sono qui collocati dei bruciatori, dotati di fori per fare entrare l'aria che si mescola al gas, e da alcuni bocchettoni fuoriescono fiamme colorate miste a spruzzi d'acqua, che rendono ancora più suggestiva una visita serale al Museo. La torre funge dunque da collegamento tra il museo ed il Ponte de La Salve, una delle principali vie d'ingresso alla città e l'edificio risulta così integrato all'area urbana, indicando il desiderio di integrazione del Museo con il resto della regione. L'entrata principale si trova a conclusione di una delle strade principali della città, che si svolge in diagonale e che collega il centro urbano al Museo ed è posta sei metri sotto il livello stradale. La struttura interna dell'edificio si sviluppa in tre livelli, che contengono le sale espositive, a cui si aggiunge un ulteriore livello, per i sistemi di condizionamento.
Il fulcro compositivo dell'intero edificio è composto da un atrio, di 650 m², e di 50 metri di altezza, dal quale prendono luce anche i tre piani che vi si affacciano. Questo spazio viene illuminato sia dalla luce naturale che penetra lateralmente dalle grandi vetrate che danno sul fiume, sia dalla vetrata che costituisce la copertura del punto più alto dell'edificio da cui la luce proviene zenitalmente.

### I materiali
Il titanio è uno dei protagonisti di quest'opera, poiché ricopre gran parte delle superfici esterne (si tratta infatti di trentatremila lastre, realizzate per durare cent'anni). Il titanio è stato estratto in Russia, fuso in Francia, laminato a Pittsburgh, decappato nel Regno Unito e assemblato a Milano ed ha uno spessore di 0,3 mm per lamina. Altre parti dell'edificio, invece, sono rivestite da lastre di pietra calcarea, proveniente dalle cave di Granada, con spessore di 50 mm, e tutte lucidate al momento della posa. Duemilacinquecento lastre di cristallo costituiscono invece le parti trasparenti dell'edificio, strutturate in doppio cristallo termico tale da proteggere l'interno dal calore e dalle irradiazioni solari.

### Progetto

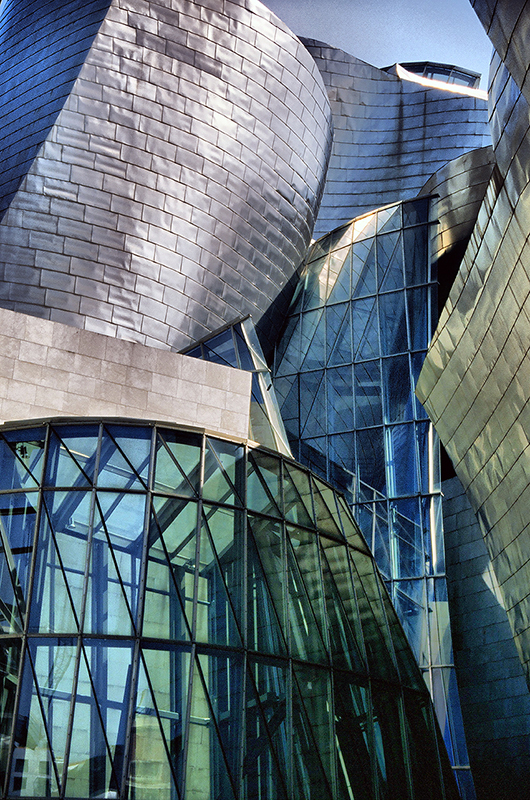

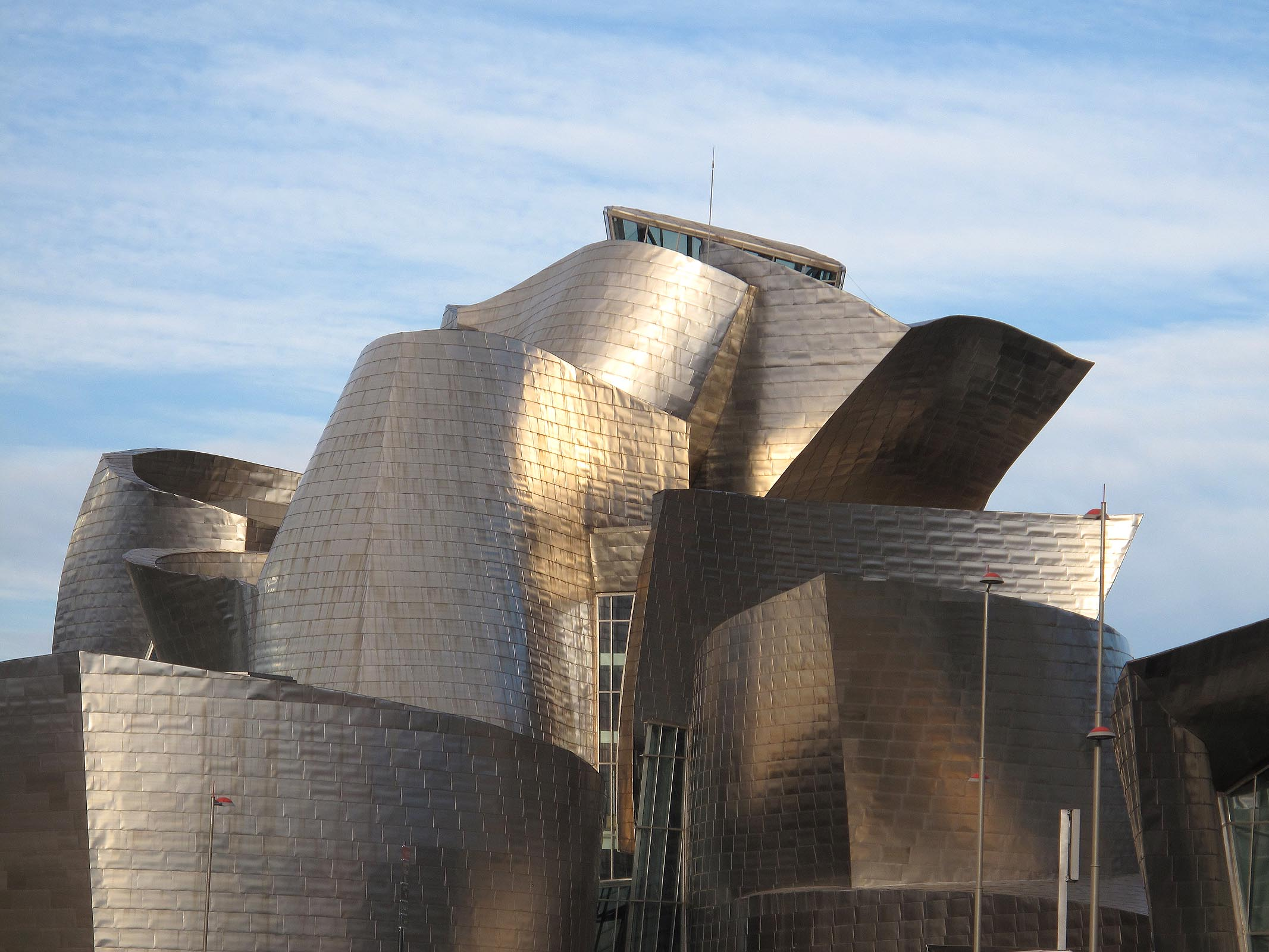

La Solomon R. Guggenheim Foundation è la proprietaria di una grande collezione d'arte e del Guggenheim Museum di New York. Thomas Krens è stato il direttore di questa organizzazione, e la sua politica di espansione era basata nel mandare fondi itineranti con il fine di creare esposizioni temporanee in differenti luoghi. Volle anche costruire due centri d'arte in Europa, per questo scopo vennero scelte due città: Berlino e Bilbao. Per quest'ultima sede venne pensato di riabilitare un vecchio museo d'arte preesistente, e venne chiesto a Frank Gehry di ristrutturare la sede del museo, visto l'ottimo lavoro svolto dall'architetto per la collezione temporanea di arte contemporanea. Per motivi puramenti legali, nel 1990 fu indetto un concorso internazionale che durò dieci giorni. Parteciparono Isozaki, lo studio Coop Himmelb(l)au e Gehry. La vittoria scontata di quest'ultimo lo portò a elaborare l'idea di non ristrutturare la vecchia sede scelta dalla fondazione.
Gehry preferì disegnare un edificio "ex novo". La progettazione e la realizzazione di una struttura così complessa è stata resa possibile grazie all'utilizzo dei più moderni software di progettazione e di calcolo (il programma usato è lo stesso che viene adoperato in Francia per la progettazione degli aerei militari). La sua collocazione fu scelta a nord del centro urbano, a lato de la ría de Bilbao. Scelse questo posto perché da qui il museo sarebbe stato visibile da tre punti strategici della città, sul luogo di un vecchio terreno industriale, in quanto parte di un piano di rivalutazione urbanistica della città, iniziato nel 1989, che include un palazzo dei congressi, un aeroporto internazionale, una nuova metropolitana e un piano di sistemazione delle rive del Nervión. Il 18 ottobre 1997 venne celebrato il galà d'inaugurazione al quale accorsero importantissimi architetti, personalità varie del mondo della cultura, e perfino il re di Spagna. Inoltre da questa festa partì una campagna mediatica per lanciare il museo sul palcoscenico internazionale.
Il progetto ha ricevuto il Premio Internazionale Puente de Alcantara nel 1998.

### L'indotto sull'economia locale
Si è calcolato che la realizzazione del Guggenheim Museum ha prodotto nel solo biennio 1998-2000 un indotto di oltre 635 milioni di dollari.